# Vereinbarte Verwaltungsgemeinschaft Schluchsee
Vereinbarte Verwaltungsgemeinschaft Schluchsee – wspólnota administracyjna (niem. Vereinbarte Verwaltungsgemeinschaft) w Niemczech, w kraju związkowym Badenia-Wirtembergia, w rejencji Fryburg, w regionie Südlicher Oberrhein, w powiecie Breisgau-Hochschwarzwald. Siedziba wspólnoty znajduje się w miejscowości Schluchsee, przewodniczącym jej jest Jürgen Kaiser.
Wspólnota administracyjna zrzesza dwie gminy:
- Feldberg (Schwarzwald), 1841 mieszkańców, 69,24 km²
- Schluchsee, 2538 mieszkańców, 24,97 km²